# Sömenek Onon Kata
Sömenek Onon Kata (Ulánbátor, 1997. szeptember 30. –) magyar úszó.

## Pályafutása
3 évesen kezdett el úszni. A 2014-es ciprusi junior nyílt vízi úszás nemzetközi bajnokságán az 5 és a 10 km-es távot is megnyerte.
2015-ben a nyílt vízi úszók számára rendezett Európa-kupa-sorozat izraeli futamán, Eilatban az 5 km-es távon 12., a 10 km-es távon 11. lett.
A 2016-os piombinói korosztályos nyílt vízi Európa-bajnokságon a 18-19 évesek 10 km-es versenyében az ötödik helyet szerezte meg.
2017 márciusában a nyílt vízi úszás Európa-kupa-sorozatának eilati futamán a 10 km-es távon győzött, majd a júliusi barcelonai futamon 10 km-en harmadik lett. Tagja volt a 2017-es budapesti úszó-világbajnokság magyar csapatának: 10 és 25 kilométeres nyílt vízi úszásban indult. Előbbi versenyszámban 27., 25 km-en 12. lett. Az universiadén 10 km-en ötödik lett.
A 2018-as úszó-Európa-bajnokságon a csapatok 5 kilométeres váltóversenyében a magyar csapatot Sömenek hibája miatt zárták ki a versenyszervezők, miután nem kerülte meg az egyik kijelölt ellenőrző bóját a táv leúszása közben. 25 kilométeren 11. lett.
A 2019-es kvangdzsui világbajnokságon 25 kilométeren 8. helyen végzett.
2020 februárjában már a Ferencvárosi TC úszója.